# Ondoher
En el universo imaginario de J. R. R. Tolkien y en la obra Cuentos inconclusos de Númenor y la Tierra Media, Ondoher es el trigésimo primer rey de Gondor. Nació en el año 1787 de la Tercera Edad del Sol y es hijo del rey Calimehtar. Es padre de dos hijos varones, Artamir y Faramir y una mujer, Firiel. Su nombre es quenya y puede traducirse como «señor de la piedra».

## Historia
Ondoher asumió el trono en el año 1936 T. E., tras la muerte de su padre. En el año 1944 T. E. Gondor sufrió el ataque combinado de los aurigas, los variags y los haradrim en dos frentes: por el Sur y por el Este. Ondoher, que "(...)provenía de un linaje guerrero, y era amado y estimado de sus soldados..." (CI. De Cirion y Eorl), encabezó las tropas que se dirigieron al Norte acompañado por su hijo Artamir. Pero en las Puertas de Mordor, la vanguardia del ejército  de Gondor fue sorprendida por un gran número de aurigas y variags, y los derrotaron. Muriendo en esa acción Ondoher y su hijo mayor, en lo que se llamó la Batalla del Campamento.
El rey creyó haber dejado a su segundo hijo varón, Faramir, en Minas Tirith, pero este, disfrazado, había seguido a su padre y fue muerto también en batalla, con lo que el reino quedó sin herederos al trono. Ahora bien, en 1940 T. E. Ondoher había dado en matrimonio a su hija a Arvedui, rey de Arthedain, quien enterado de esto reclamó el trono de Gondor. Se reunió entonces el Consejo de Gondor, encabezado por el Senescal Pelendur y rechazó la reclamación; por lo que el capitán Eärnil, que había derrotado a los aurigas y a los haradrim, fue designado rey de Gondor.